# Jaja Uma Paradise
Singles de V-u-den
Koisuru Angel Heart
(2007) Nanni mo Iwazu ni I Love You
(2008)
 Jaja Uma Paradise  (じゃじゃ馬パラダイス) est le 9e single du groupe V-u-den.

## Présentation
Le single, écrit et produit par Tsunku, sort le 26 septembre 2007 au Japon sous le label Piccolo Town. Il atteint la 21e place du classement de l'Oricon. Il se vend à 7 742 exemplaires la première semaine, et reste classé pendant quatre semaines, pour un total de 10 236 exemplaires vendus durant cette période. Il sort aussi dans une édition limitée avec une pochette différente et incluant un DVD en supplément, ainsi qu'au format "Single V" (DVD contenant le clip) deux semaines plus tard, le 10 octobre.
La chanson-titre figurera sur la compilation du groupe, V-u-den Single Best 9 Vol.1 Omaketsuki qui sortira deux mois plus tard. Le clip vidéo figurera aussi sur le DVD V-u-den Single V Clips 2 ~Arigatō V-u-den Debut Kara no Daizenshū~ de 2008.
Interprètes
- Rika Ishikawa
- Erika Miyoshi
- Yui Okada

## Liste des titres
Toutes les chansons sont écrites et composées par Tsunku.
| 1. | Jaja Uma Paradise (じゃじゃ馬パラダイス)                   | Yuuki Kikutani | 4:15 |
| 2. | Seishun The Nippon (青春 THE NIPPON)                       | Mikio Sakai    | 4:26 |
| 3. | Jaja Uma Paradise (Instrumental) (じゃじゃ馬パラダイス...) | Yuuki Kikutani | 4:12 |

| 1. | Jaja Uma Paradise (Pink Ver.) (じゃじゃ馬パラダイス...) |  |

| 1. | Jaja Uma Paradise (じゃじゃ馬パラダイス)                      |  |
| 2. | Jaja Uma Paradise (Dance Shot Ver.) (じゃじゃ馬パラダイス...) |  |
| 4. | Making of (メイキング映像)                                    |  |